# Liste de jeux de la Console virtuelle de la Nintendo 3DS (Amérique du Nord)
Cet article est une liste de jeux de la Console virtuelle de la Nintendo 3DS en Amérique du Nord. En Amérique du Nord, la Console virtuelle de la Nintendo 3DS accueille 203 jeux classiques réédités.
Les titres des jeux sont indiqués sont les titres nord-américains.

## Titres disponibles
Les 191 jeux suivants sont les titres actuellement disponibles sur la Console virtuelle de la Nintendo 3DS au Japon.

### Game Boy
50 titres initialement sortis sur Game Boy sont disponibles.
| Titre                              | Éditeur          | Développeur                        | Date de sortie     | ESRB |
| ---------------------------------- | ---------------- | ---------------------------------- | ------------------ | ---- |
| Alleyway                           | Nintendo         | Nintendo                           | 6 juin 2011        | E    |
| Radar Mission                      | Nintendo         | Nintendo                           | 6 juin 2011        | E    |
| Super Mario Land                   | Nintendo         | Nintendo                           | 6 juin 2011        | E    |
| Donkey Kong                        | Nintendo         | Nintendo EAD, SRD                  | 16 juin 2011       | E    |
| Tennis                             | Nintendo         | Intelligent Systems                | 23 juin 2011       | E    |
| Kirby's Dream Land                 | Nintendo         | HAL Laboratory                     | 30 juin 2011       | E    |
| Fortified Zone                     | Jaleco           | Jaleco                             | 7 juillet 2011     | E    |
| Qix                                | Nintendo         | Nintendo R&D1                      | 7 juillet 2011     | E    |
| Baseball                           | Nintendo         | Nintendo R&D1                      | 14 juillet 2011    | E    |
| Game and Watch Gallery             | Nintendo         | Nintendo R&D1                      | 14 juillet 2011    | E    |
| Mario's Picross                    | Nintendo         | Jupiter                            | 4 août 2011        | E    |
| Avenging Spirit                    | Jaleco           | Jaleco                             | 11 août 2011       | E    |
| Gargoyle's Quest                   | Capcom           | Capcom                             | 25 août 2011       | E    |
| Pac-Man                            | Bandai Namco     | Namco                              | 1er septembre 2011 | E    |
| Golf                               | Nintendo         | Nintendo R&D1, Intelligent Systems | 8 septembre 2011   | E    |
| Mega Man: Dr. Wily's Revenge       | Capcom           | Minakuchi Engineering              | 15 septembre 2011  | E    |
| Super Mario Land 2: 6 Golden Coins | Nintendo         | Nintendo R&D1                      | 29 septembre 2011  | E    |
| Side Pocket                        | G-Mode           | Data East                          | 6 octobre 2011     | E    |
| Catrap                             | Asmik            | Asmik                              | 13 octobre 2011    | E    |
| Double Dragon                      | Arc System Works | Technōs Japan                      | 20 octobre 2011    | E10+ |
| BurgerTime Deluxe                  | G-Mode           | Data East                          | 27 octobre 2011    | E    |
| Balloon Kid                        | Nintendo         | Nintendo R&D1, Pax Softnica        | 3 novembre 2011    | E    |
| Metroid II: Return of Samus        | Nintendo         | Nintendo R&D1                      | 24 novembre 2011   | E    |
| Adventure Island                   | Hudson Soft      | Now Production                     | 1er décembre 2011  | E    |
| Bionic Commando                    | Capcom           | Minakuchi Engineering              | 29 décembre 2011   | E10+ |
| Lock 'n' Chase                     | G-Mode           | Data East                          | 19 janvier 2012    | E    |
| Maru's Mission                     | Hamster          | TOSE                               | 9 février 2012     | E    |
| Kirby's Block Ball                 | Nintendo         | HAL Laboratory                     | 17 mai 2012        | E    |
| Kirby's Pinball Land               | Nintendo         | HAL Laboratory                     | 12 juillet 2012    | E    |
| The Sword of Hope II               | Kemco            | Kemco                              | 12 juillet 2012    | E    |
| Kid Icarus: Of Myths and Monsters  | Nintendo         | Nintendo, TOSE                     | 19 juillet 2012    | E10+ |
| Tumblepop                          | G-Mode           | Data East                          | 19 juillet 2012    | E    |
| Wario Land: Super Mario Land 3     | Nintendo         | Nintendo R&D1                      | 26 juillet 2012    | E    |
| Mole Mania                         | Nintendo         | Nintendo EAD, Pax Softnica         | 26 juillet 2012    | E    |
| Mystical Ninja Starring Goemon     | Konami           | Konami                             | 13 septembre 2012  | E    |
| Quarth                             | Konami           | Konami                             | 27 septembre 2012  | E    |
| Dr. Mario                          | Nintendo         | Nintendo R&D1                      | 4 octobre 2012     | E    |
| Castlevania: The Adventure         | Konami           | Konami                             | 25 octobre 2012    | E    |
| Kirby's Star Stacker               | Nintendo         | HAL Laboratory                     | 17 janvier 2013    | E    |
| Kirby's Dream Land 2               | Nintendo         | HAL Laboratory                     | 1er août 2013      | E    |
| Revenge of the 'Gator              | Nintendo         | HAL Laboratory                     | 17 octobre 2013    | E    |
| Mega Man II                        | Capcom           | Capcom                             | 8 mai 2014         | E    |
| Mega Man III                       | Capcom           | Capcom                             | 8 mai 2014         | E    |
| Mega Man IV                        | Capcom           | Capcom                             | 15 mai 2014        | E    |
| Mega Man V                         | Capcom           | Capcom                             | 22 mai 2014        | E    |
| Donkey Kong Land                   | Nintendo         | Nintendo                           | 26 février 2015    | E    |
| Donkey Kong Land 2                 | Nintendo         | Nintendo                           | 26 février 2015    | E    |
| Donkey Kong Land III               | Nintendo         | Nintendo                           | 26 février 2015    | E    |
| Pokémon Blue                       | Nintendo         | Game Freak                         | 27 février 2016    | E    |
| Pokémon Red                        | Nintendo         | Game Freak                         | 27 février 2016    | E    |

1. ↑  Vendu sous le titre Pinball: Revenge of the Gator en dehors de l'eShop de la 3DS.

### Game Boy Color
31 titres initialement sortis sur Game Boy Color sont disponibles.
| Titre                                    | Éditeur         | Développeur                  | Date de sortie    | ESRB |
| ---------------------------------------- | --------------- | ---------------------------- | ----------------- | ---- |
| The Legend of Zelda: Link's Awakening DX | Nintendo        | Nintendo                     | 7 juin 2011       | E    |
| Blaster Master: Enemy Below              | Sunsoft         | Sunsoft                      | 15 décembre 2011  | E    |
| Game and Watch Gallery 2                 | Nintendo        | Nintendo R&D1                | 24 mai 2012       | E    |
| Rayman                                   | Ubisoft         | Ubisoft                      | 31 mai 2012       | E    |
| Prince of Persia                         | Ubisoft         | Ubisoft                      | 7 juin 2012       | E    |
| Toki Tori                                | Two Tribes B.V. | Two Tribes B.V.              | 30 août 2012      | E    |
| Mario Golf                               | Nintendo        | Camelot Software Planning    | 11 octobre 2012   | E    |
| Wario Land II                            | Nintendo        | Nintendo                     | 20 décembre 2012  | E    |
| Legend of the River King                 | Natsume         | Victor Interactive Software  | 28 mars 2013      | E    |
| Harvest Moon                             | Natsume         | Victor Interactive Software  | 16 mai 2013       | E    |
| The Legend of Zelda: Oracle of Ages      | Nintendo        | Capcom                       | 30 mai 2013       | E    |
| The Legend of Zelda: Oracle of Seasons   | Nintendo        | Capcom                       | 30 mai 2013       | E    |
| Shantae                                  | WayForward      | WayForward                   | 18 juillet 2013   | E    |
| Wario Land 3                             | Nintendo        | Nintendo R&D1                | 29 août 2013      | E    |
| Mario Tennis                             | Nintendo        | Camelot Software Planning    | 26 décembre 2013  | E    |
| Mega Man Xtreme                          | Capcom          | Capcom                       | 1er mai 2014      | E    |
| Mega Man Xtreme 2                        | Capcom          | Capcom                       | 29 mai 2014       | E    |
| Xtreme Sports                            | WayForward      | WayForward                   | 21 août 2014      | E    |
| Legend of the River King 2               | Natsume         | Victor Interactive Software  | 18 septembre 2014 | E    |
| Harvest Moon 2                           | Natsume         | Victor Interactive Software  | 16 octobre 2014   | E    |
| Pokémon Puzzle Challenge                 | Nintendo        | Intelligent Systems          | 6 novembre 2014   | E    |
| Pokémon Trading Card Game                | Nintendo        | Hudson Soft                  | 13 novembre 2014  | E    |
| Harvest Moon 3                           | Natsume         | Victor Interactive Software  | 11 décembre 2014  | E    |
| Super Mario Bros. Deluxe                 | Nintendo        | Nintendo                     | 25 décembre 2014  | E    |
| Bionic Commando: Elite Forces            | Nintendo        | Nintendo Software Technology | 1er janvier 2015  | E    |
| Lufia: The Legend Returns                | Natsume         | Natsume                      | 15 janvier 2015   | E    |
| Game and Watch Gallery 3                 | Nintendo        | Nintendo                     | 5 février 2015    | E    |
| Pokémon Yellow                           | Nintendo        | Game Freak                   | 27 février 2016   | E    |
| Pokémon Gold                             | Nintendo        | Game Freak                   | 22 septembre 2017 | E    |
| Pokémon Silver                           | Nintendo        | Game Freak                   | 22 septembre 2017 | E    |
| Pokémon Crystal                          | Nintendo        | Game Freak                   | 26 janvier 2018   | E    |

### Game Gear
16 titres initialement sortis sur Game Gear sont disponibles.
| Titre                              | Éditeur, | Développeur              | Date de sortie | ESRB |
| ---------------------------------- | -------- | ------------------------ | -------------- | ---- |
| Dragon Crystal                     | Sega     | Sega                     | 15 mars 2012   | E10+ |
| Shinobi                            | Sega     | Sega                     | 15 mars 2012   | E    |
| Sonic the Hedgehog: Triple Trouble | Sega     | M2                       | 15 mars 2012   | E    |
| Columns                            | Sega     | Sega                     | 13 juin 2013   | E    |
| Dr. Robotnik's Mean Bean Machine   | Sega     | Compile                  | 13 juin 2013   | E    |
| Shining Force: The Sword of Hajya  | Sega     | Sonic! Software Planning | 13 juin 2013   | E10+ |
| Sonic the Hedgehog                 | Sega     | Ancient                  | 13 juin 2013   | E    |
| Defenders of Oasis                 | Sega     | Sega                     | 20 juin 2013   | E10+ |
| Sonic Blast                        | Sega     | Aspect Co.               | 20 juin 2013   | E    |
| Tails Adventure                    | Sega     | Aspect Co.               | 20 juin 2013   | E    |
| Crystal Warriors                   | Sega     | Sega                     | 27 juin 2013   | E10+ |
| Sonic Labyrinth                    | Sega     | Minato Giken             | 27 juin 2013   | E    |
| Sonic the Hedgehog 2               | Sega     | Aspect Co.               | 27 juin 2013   | E    |
| G-LOC: Air Battle                  | Sega     | Sega AM2                 | 4 juillet 2013 | E    |
| Sonic Drift 2                      | Sega     | Sega, Arc System Works   | 4 juillet 2013 | E    |
| Vampire: Master of Darkness        | Sega     | SIMS                     | 4 juillet 2013 | E10+ |

### Nintendo Entertainment System
64 titres initialement sortis sur Nintendo Entertainment System sont disponibles.
| Title                                      | Publisher        | Developer(s)   | Release Date      | ESRB |
| ------------------------------------------ | ---------------- | -------------- | ----------------- | ---- |
| Super Mario Bros.                          | Nintendo         | Nintendo EAD   | 16 février 2012   | E    |
| Metroid                                    | Nintendo         | Nintendo R&D1  | 1er mars 2012     | E    |
| Punch-Out!!                                | Nintendo         | Nintendo R&D3  | 8 mars 2012       | E    |
| Donkey Kong Jr.                            | Nintendo         | Nintendo R&D1  | 14 juin 2012      | E    |
| The Legend of Zelda                        | Nintendo         | Nintendo EAD   | 5 juillet 2012    | E    |
| NES Open Tournament Golf                   | Nintendo         | Nintendo R&D2  | 5 juillet 2012    | E    |
| Gradius                                    | Konami           | Konami         | 18 octobre 2012   | E    |
| Ghosts'n Goblins                           | Capcom           | Micronics      | 25 octobre 2012   | E    |
| Zelda II: The Adventure of Link            | Nintendo         | Nintendo       | 22 novembre 2012  | E    |
| Pac-Man                                    | Bandai Namco     | Bandai Namco   | 29 novembre 2012  | E    |
| Mighty Bomb Jack                           | Koei Tecmo       | Tecmo          | 6 décembre 2012   | E    |
| Ninja Gaiden                               | Koei Tecmo       | Koei Tecmo     | 13 décembre 2012  | E    |
| Super Mario Bros.: The Lost Levels         | Nintendo         | Nintendo EAD   | 27 décembre 2012  | E    |
| Mega Man                                   | Capcom           | Capcom         | 27 décembre 2012  | E    |
| Super C                                    | Konami           | Konami         | 24 janvier 2013   | E    |
| Ice Climber                                | Nintendo         | Nintendo       | 31 janvier 2013   | E    |
| Mega Man 2                                 | Capcom           | Capcom         | 7 février 2013    | E    |
| Dig Dug                                    | Bandai Namco     | Bandai Namco   | 14 février 2013   | E    |
| Yoshi                                      | Nintendo         | Game Freak     | 21 février 2013   | E    |
| Wrecking Crew                              | Nintendo         | Nintendo       | 7 mars 2013       | E    |
| Mega Man 3                                 | Capcom           | Capcom         | 14 mars 2013      | E    |
| Castlevania                                | Konami           | Konami         | 4 avril 2013      | E    |
| Mega Man 4                                 | Capcom           | Capcom         | 25 avril 2013     | E    |
| Balloon Fight                              | Nintendo         | Nintendo R&D1  | 2 mai 2013        | E    |
| Mega Man 5                                 | Capcom           | Capcom         | 16 mai 2013       | E    |
| Mega Man 6                                 | Capcom           | Capcom         | 20 juin 2013      | E    |
| Spelunker                                  | Tozai Games      | TOSE, Tamtex   | 27 juin 2013      | E    |
| Super Mario Bros. 2                        | Nintendo         | Nintendo EAD   | 11 juillet 2013   | E    |
| Donkey Kong                                | Nintendo         | Nintendo R&D1  | 15 août 2013      | E    |
| Ninja Gaiden II: The Dark Sword of Chaos   | Koei Tecmo       | Tecmo          | 22 août 2013      | E    |
| Summer Carnival '92: Recca                 | Kaga Electronics | KID            | 5 septembre 2013  | E    |
| Tecmo Bowl                                 | Koei Tecmo       | Tecmo          | 12 septembre 2013 | E    |
| Solomon's Key                              | Koei Tecmo       | Tecmo          | 19 septembre 2013 | E    |
| Star Soldier                               | Konami           | Konami         | 24 octobre 2013   | E    |
| Milon's Secret Castle                      | Konami           | Konami         | 31 octobre 2013   | E    |
| Wario's Woods                              | Nintendo         | Nintendo       | 7 novembre 2013   | E    |
| River City Ransom                          | Arc System Works | Technōs Japan  | 14 novembre 2013  | E10+ |
| City Connection                            | Hamster          | Hamster        | 21 novembre 2013  | E    |
| Ninja Gaiden III: The Ancient Ship of Doom | Tecmo            | Tecmo          | 28 novembre 2013  | E    |
| Donkey Kong 3                              | Nintendo         | Nintendo       | 5 décembre 2013   | E    |
| Double Dragon                              | Arc System Works | Technōs Japan  | 12 décembre 2013  | E10+ |
| Crash 'n' the Boys: Street Challenge       | Arc System Works | Technōs Japan  | 19 décembre 2013  | E    |
| Castlevania II: Simon's Quest              | Konami           | Konami         | 16 janvier 2014   | E    |
| Life Force                                 | Konami           | Konami         | 23 janvier 2014   | E    |
| Mario Bros.                                | Nintendo         | Nintendo       | 30 janvier 2014   | E    |
| Sky Kid                                    | Bandai Namco     | Bandai Namco   | 20 février 2014   | E    |
| Renegade                                   | Arc System Works | Technōs Japan  | 27 février 2014   | E10+ |
| Adventure Island II                        | Konami           | Konami         | 6 mars 2014       | E    |
| Galaga                                     | Bandai Namco     | Bandai Namco   | 13 mars 2014      | E    |
| Clu Clu Land                               | Nintendo         | Nintendo       | 27 mars 2014      | E    |
| Mach Rider                                 | Nintendo         | Nintendo       | 10 avril 2014     | E    |
| Super Mario Bros. 3                        | Nintendo         | Nintendo EAD   | 17 avril 2014     | E    |
| Double Dragon II: The Revenge              | Arc System Works | Technōs Japan  | 12 juin 2014      | E10+ |
| Super Dodge Ball                           | Arc System Works | Technōs Japan  | 18 juin 2014      | E    |
| Castlevania III: Dracula's Curse           | Konami           | Konami         | 26 juin 2014      | E    |
| Bases Loaded                               | Hamster          | Hamster        | 10 juillet 2014   | E    |
| Blaster Master                             | Sunsoft          | Sunsoft        | 24 juillet 2014   | E    |
| The Mysterious Murasame Castle             | Nintendo         | Nintendo EAD   | 7 août 2014       | E    |
| Street Fighter 2010: The Final Fight       | Capcom           | Capcom         | 4 septembre 2014  | E10+ |
| Gargoyle's Quest II                        | Capcom           | Capcom         | 30 octobre 2014   | E    |
| Mighty Final Fight                         | Capcom           | Capcom         | 27 novembre 2014  | E10+ |
| Adventures of Lolo                         | Nintendo         | HAL Laboratory | 8 janvier 2015    | E    |
| S.C.A.T.                                   | Natsume          | Natsume        | 22 janvier 2015   | E    |
| Shadow of the Ninja                        | Natsume          | Natsume        | 29 janvier 2015   | E    |

1. 1 2 3 4 5 6 7 8 9 10  Titre pour les ambassadeurs Nintendo 3DS.
2. 1 2 3  À l'origine inédit en Amérique du Nord.
3. ↑  Basé sur la version japonaise du jeu bien que le titre soit sorti en Amérique du Nord.

### Super Nintendo
30 titres initialement sortis sur Super Nintendo sont disponibles sur New Nintendo 3DS exclusivement.
| Titre                                              | Éditeur  | Développeur | Date de sortie    | ESRB |
| -------------------------------------------------- | -------- | ----------- | ----------------- | ---- |
| F-Zero                                             | Nintendo | Nintendo    | 3 mars 2016       | E    |
| Pilotwings                                         | Nintendo | Nintendo    | 3 mars 2016       | E    |
| Super Mario World                                  | Nintendo | Nintendo    | 3 mars 2016       | E    |
| Donkey Kong Country                                | Nintendo | Nintendo    | 24 mars 2016      | E    |
| EarthBound                                         | Nintendo | Nintendo    | 24 mars 2016      | T    |
| Super Mario Kart                                   | Nintendo | Nintendo    | 24 mars 2016      | E    |
| Donkey Kong Country 2: Diddy's Kong Quest          | Nintendo | Nintendo    | 14 avril 2016     | E    |
| The Legend of Zelda: A Link to the Past            | Nintendo | Nintendo    | 14 avril 2016     | E    |
| Super Metroid                                      | Nintendo | Nintendo    | 14 avril 2016     | E    |
| Super Punch-Out!!                                  | Nintendo | Nintendo    | 5 mai 2016        | E    |
| Contra III: The Alien Wars                         | Konami   | Konami      | 19 mai 2016       | E10+ |
| Donkey Kong Country 3: Dixie Kong's Double Trouble | Nintendo | Nintendo    | 2 juin 2016       | E    |
| Mega Man 7                                         | Capcom   | Capcom      | 16 juin 2016      | E    |
| Super Ghouls 'n Ghosts                             | Capcom   | Capcom      | 23 juin 2016      | E    |
| The Legend of the Mystical Ninja                   | Konami   | Konami      | 7 juillet 2016    | E    |
| Final Fight                                        | Capcom   | Capcom      | 14 juillet 2016   | E    |
| Kirby's Dream Course                               | Nintendo | Nintendo    | 28 juillet 2016   | E    |
| Mega Man X                                         | Capcom   | Capcom      | 11 août 2016      | E    |
| Street Fighter Alpha 2                             | Capcom   | Capcom      | 25 août 2016      | T    |
| Street Fighter II Turbo: Hyper Fighting            | Capcom   | Capcom      | 25 août 2016      | T    |
| Super Street Fighter II: The New Challengers       | Capcom   | Capcom      | 25 août 2016      | T    |
| Super Castlevania IV                               | Konami   | Konami      | 8 septembre 2016  | E10+ |
| Final Fight 2                                      | Capcom   | Capcom      | 22 septembre 2016 | E10+ |
| Final Fight 3                                      | Capcom   | Capcom      | 22 septembre 2016 | T    |
| Mega Man X2                                        | Capcom   | Capcom      | 6 octobre 2016    | E    |
| Breath of Fire                                     | Capcom   | Capcom      | 20 octobre 2016   | E    |
| Mega Man X3                                        | Capcom   | Capcom      | 10 novembre 2016  | E    |
| Breath of Fire II                                  | Capcom   | Capcom      | 24 novembre 2016  | E    |
| Demon's Crest                                      | Capcom   | Capcom      | 8 décembre 2016   | E    |
| Castlevania: Dracula X                             | Konami   | Konami      | 29 décembre 2016  | E    |

## Titres retirés de la vente
1 jeu précédemment disponible a été retiré de la vente.

### Game Boy
| Titre  | Éditeur  | Développeur                     | Date de sortie   | ESRB |
| ------ | -------- | ------------------------------- | ---------------- | ---- |
| Tetris | Nintendo | Nintendo, Bullet-Proof Software | 22 décembre 2011 | E    |

1. ↑  Disponible jusqu'au 1er janvier 2015.

## Titres disponibles dans le cadre d'une promotion spéciale
11 jeux ont été rendus disponibles dans le cadre d'offres promotionnelles.

### Nintendo Entertainment System
1 jeu est disponible dans le cadre d'une promotion.
| Titre                         | Éditeur  | Développeur | Date de sortie   | ESRB |
| ----------------------------- | -------- | ----------- | ---------------- | ---- |
| Donkey Kong: Original Edition | Nintendo | Nintendo    | 1er octobre 2012 | E    |

1. ↑  Disponible pour les acheteurs de titres spécifiques sur le Nintendo eShop avant le 6 janvier 2013. Plus disponible.

### Game Boy Advance
10 jeux sont disponibles dans le cadre d'une promotion exclusive aux ambassadeurs de la Nintendo 3DS.
| Titre                                 | Éditeur  | Développeur                  | Date de sortie   | ESRB |
| ------------------------------------- | -------- | ---------------------------- | ---------------- | ---- |
| F-Zero: Maximum Velocity              | Nintendo | Nd Cube                      | 16 décembre 2011 | E    |
| Fire Emblem: The Sacred Stones        | Nintendo | Intelligent Systems          | 16 décembre 2011 | E    |
| Kirby and the Amazing Mirror          | Nintendo | HAL Laboratory               | 16 décembre 2011 | E    |
| The Legend of Zelda: The Minish Cap   | Nintendo | Capcom                       | 16 décembre 2011 | E    |
| Mario Kart: Super Circuit             | Nintendo | Intelligent Systems          | 16 décembre 2011 | E    |
| Mario vs. Donkey Kong                 | Nintendo | Nintendo Software Technology | 16 décembre 2011 | E    |
| Metroid: Fusion                       | Nintendo | Nintendo R&D1                | 16 décembre 2011 | E    |
| Wario Land 4                          | Nintendo | Nintendo R&D1                | 16 décembre 2011 | E    |
| WarioWare, Inc. : Mega Mini-Jeux      | Nintendo | Nintendo R&D1                | 16 décembre 2011 | E    |
| Super Mario Advance 3: Yoshi's Island | Nintendo | Nintendo EAD                 | 16 décembre 2011 | E    |